# Picander
Picander, de son vrai nom Christian Friedrich Henrici, né le 14 janvier 1700 à Stolpen près de Dresde, mort le 10 mai 1764 à Leipzig, est un poète allemand du XVIIIe siècle. Il a notamment écrit les livrets de nombreuses œuvres de Jean-Sébastien Bach, cantates et passions.

## Biographie
Il étudie le droit à l'université de Wittemberg, puis à celle de Leipzig. Il commence sa carrière de poète en 1721 en publiant des poèmes érotiques et des drames.
En 1725, sous son pseudonyme Picander, il écrit pour Bach le texte des cantates profanes Entfliehet, verschwindet, entweichet, ihr Sorgen BWV 249a et Zerreißet, zersprenget, zertrümmert die Gruft BWV 205, Il est probablement l'auteur du texte de l'Oratorio de Pâques. Son poème Weg, ihr irdischen Geschäfte sert de support à la cantate Bringet dem Herrn Ehre seines Namens BWV 148. Six des sept morceaux de la cantate Es erhub sich ein Streit BWV 19 lui sont dus. Il publie un recueil de poèmes dédiés au Comte Franz Anton Sporck qui était aussi en contact avec Bach.
Ensuite la collaboration avec Bach s'intensifie. Les cinq volumes de poèmes Ernstschertzhaffte und satyrische Gedichte publiés à Leipzig contiennent des textes mis en musique par Bach. On y trouve le texte de la Passion selon saint Matthieu BWV 244 ainsi que la cantate funèbre Klagt, Kinder, klagt es aller Welt BWV 244a, la Passion selon saint Marc BWV 247, la cantate Sehet, wir gehn hinauf gen Jerusalem BWV 159, des cantates profanes du café Schweigt stille, plaudert nicht BWV 211, et des paysans Mer hahn en neue Oberkeet BWV 212,
Il a aussi écrit les textes des cantates Geschwinde, ihr wirbelnden Winde BWV 201 et Laßt uns sorgen, laßt uns wachen BWV 213. Son œuvre poétique est indissociable de la production musicale de Bach ; une cinquantaine de BWV reprennent en totalité ou pour partie ses textes. De plus, ils étaient, semble-t-il, intimes : la femme de Picander, Johanna Elisabeth, était la marraine de Johanna Carolina Bach (1742-1809), l'avant-dernière fille de Jean-Sébastien Bach.
Henrici a durant sa vie mené une carrière dans l'administration, dans la poste, puis comme collecteur de taxes sur les liqueurs, et enfin comme inspecteur des vins.

## Œuvres
- Ernst-Schertzhaffte und Satyrische Gedichte.

I, Leipzig 1727; 17484 (Numérisation de l'exemplaire de la Bayerischen Staatsbibliothek)
II, ebd. 1729; 17492 (Numérisation de l'exemplaire der Bayerischen Staatsbibliothek)
III, ebd. 1732; 17502 GDZ
IV, ebd. 1737; 17512
V, ebd. 1751 (Numérisation)
- Sammlung vermischter Gedichte. Frankfurt u. Leipzig 1768

## Hommages
- (12540) Picander, astéroïde.